# Luigi Maria Epicoco
Luigi Maria Epicoco (Mesagne, 21 ottobre 1980) è un presbitero, teologo, filosofo e scrittore italiano.

## Biografia
Nasce a Mesagne (Brindisi) nel 1980. Dopo aver frequentato il seminario minore ad Ostuni e il biennio filosofico a Molfetta, ha concluso i suoi studi a Roma. Il 6 gennaio 2005 è stato ordinato presbitero dall'arcivescovo Giuseppe Molinari per l'arcidiocesi dell'Aquila. Si è laureato in filosofia e ha conseguito anche il dottorato in teologia morale presso la Pontificia Accademia Alfonsiana.
È scrittore di libri e articoli di carattere filosofico, teologico e spirituale. Ha al suo attivo molte pubblicazioni tradotte anche in inglese, francese, spagnolo, portoghese, sloveno, coreano, polacco, rumeno, albanese, croato.
È stato direttore della residenza universitaria San Carlo Borromeo a L'Aquila (dal 2009 al 2021) e parroco della parrocchia universitaria San Giuseppe Artigiano (dal 2008 al 2020), dove ha vissuto la tragica vicenda del terremoto, occupandosi in prima linea della ricostruzione per l'arcidiocesi.
Dal 2019 al 2022 è stato preside dell’Istituto superiore di scienze religiose Fides et Ratio dell'Aquila.
Dal 2021 al 2023 è stato assistente ecclesiastico del Dicastero per la comunicazione ed editorialista dell'Osservatore Romano.
È professore stabile all'ISSR Fides et Ratio dell'Aquila; dal 2014 è docente incaricato di filosofia presso la Pontificia Università Lateranense. Dal 2023 è docente incaricato di antropologia filosofica alla Pontificia Accademia Alfonsiana e alla Pontificia Facoltà Teologica Teresianum.
Si occupa a tempo pieno di formazione e tiene regolarmente conferenze e corsi di esercizi spirituali per religiosi e laici.

## Libri
- Vergine Madre figlia del tuo figlio; Itaca editrice 2006.
- Jesu dulcis memoria; Itaca editrice 2007.
- Il grido di Benedetto XVI; con Michele G. Masciarelli; Tau editrice 2009.
- Futuro presente. Contributi sull'enciclica Spe salvi di Benedetto XVI; con Angelo Amato e Paola Bignardi; Tau editrice 2009.
- L'Immacolata perfezione. Sentieri in preparazione alla festa dell'Immacolata; Tau editrice 2010.
- Io vedo il tuo volto. Arte e liturgia; Tau editrice 2011.
- Ex coelesti virtute. Miscellanea di studi in onore di S. E. Mons. Giuseppe Molinari nel Suo 50º di Sacerdozio; Tau editrice 2012.
- Etty Hillesum. Introduzione ad una donna; Tau editrice 2013.
- Piccola introduzione alla Bibbia; Tau editrice 2013.
- Qualcuno accenda la luce. Conversazioni sull'Enciclica Lumen Fidei di papa Francesco; Tau editrice 2014.
- Giovanni Paolo II. Ricordi di un papa santo; con Mons. Piero Marini; Tau editrice 2014.
- La misericordia ha un volto. Il Giubileo straordinario della Misericordia secondo papa Francesco; Tau editrice 2015.
- Preghiere di ogni giorno; Tau editrice 2015.
- Nati per amare. I giovani raccontano la famiglia; LUP 2016.
- Solo i malati guariscono. L'umano del (non) credente; San Paolo, Milano 2016.
- Educare è meglio che curare; Tau editrice, 2016.
- La malattia è un dono di vita. Storia di Teresa Ruocco; Tau editrice 2016.
- La stella, il cammino, il bambino. Il natale del viandante; San Paolo, Milano 2016.
- Quello che sei per me. Parole sull'intimità; San Paolo, Milano 2017.
- Amen. La Parola che salva; San Paolo, Milano 2017.
- Sale non miele. Per una fede che brucia; San Paolo, Milano 2017.
- Telemaco non si sbagliava. O del perché la giovinezza non è una malattia; San Paolo, Milano 2018.
- L'amore che decide; Tau editrice, 2018.
- Camminando tra pastori e Re Magi. Trenta piccole meditazioni e un "quaderno" per la riflessione personale: un percorso di preparazione al Natale, San Paolo, Cinisello Balsamo, 2019.
- Qualcuno a cui guardare. Per una spiritualità della testimonianza, Città Nuova, Roma, 2019.
- La luce in fondo. Attraversare i passaggi difficili della vita, Rizzoli, 2020.
- Stabili e credibili. Esercizi di fedeltà quotidiana, Paoline Editoriale Libri, 2020.
- La vita come la fine del mondo, Edizioni Dehoniane, 2021.
- Con cuore di padre. San Giuseppe meditazioni e preghiere, San Paolo, 2021.
- La pietra scartata. Quando i dimenticati si salvano, San Paolo 2021
- In principio erano fratelli. Prove di fraternità nella Bibbia, TAU editrice, 2022.
- La scelta di Enea. Per una fenomenologia del presente, Rizzoli, 2022.
- Prega, mangia, ama. Esercizi spirituali sul Vangelo di Luca, San Paolo, 2022.
- Per custodire il fuoco. Vademecum dopo l’apocalisse, Einaudi, 2023.
- Il Padre Nostro, Edizioni San Paolo, 2024.
- La forza della mitezza. Un viaggio attraverso le pagine del Vangelo di Matteo, Rizzoli, 2024.
- Gesù veramente. Un itinerario attraverso le pagine del Vangelo di Marco, Edizioni San Paolo, 2025